# Ilha Ellef Ringnes

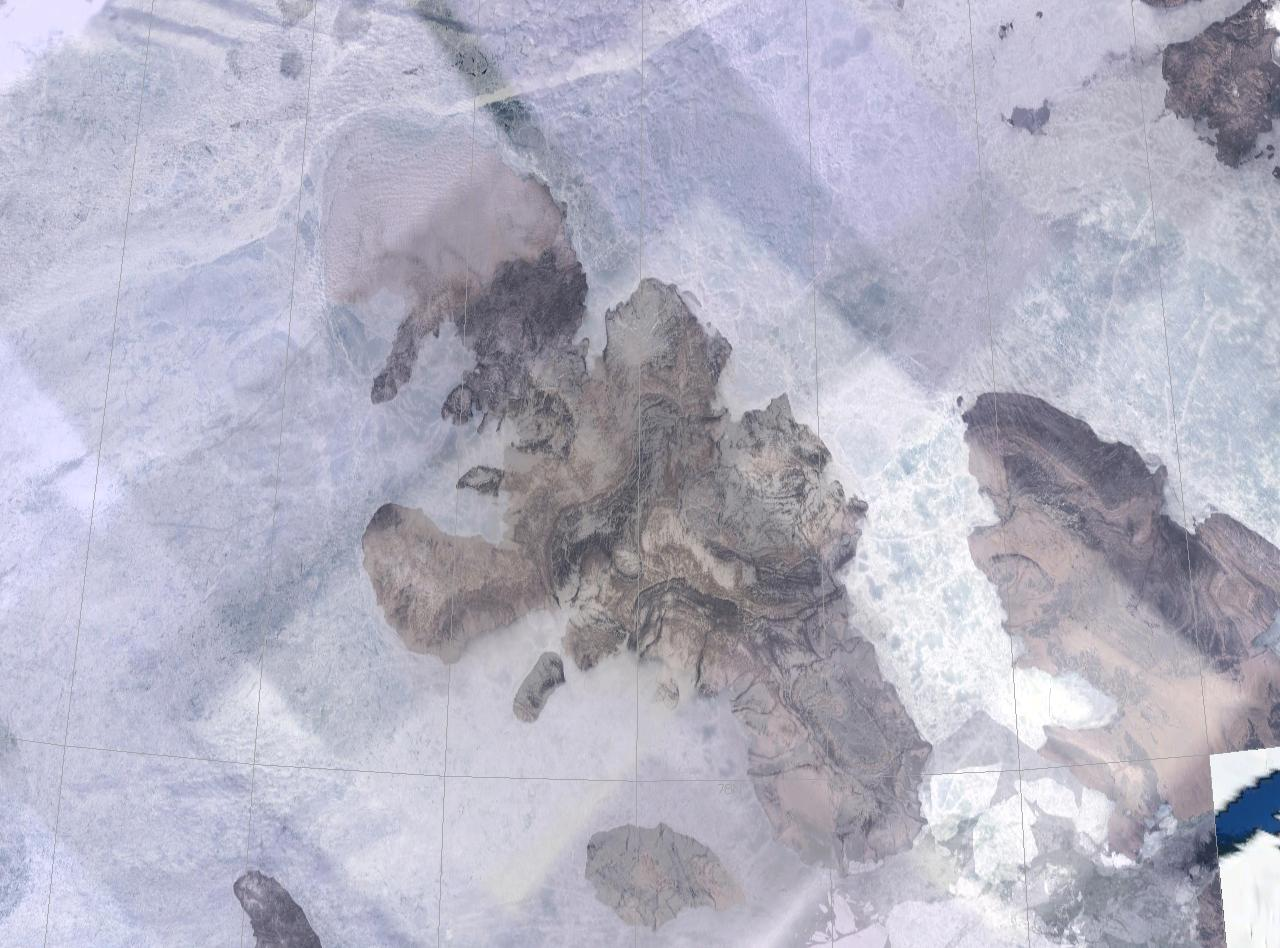
Imagem de satélite da ilha Ellef Ringnes.

A Ilha Ellef Ringnes é uma das Ilhas Sverdrup em Nunavut, Canadá, pertencente ao Arquipélago Ártico Canadiano. Fica a leste da Ilha Borden e a oeste da Ilha Amund Ringnes, e tem uma área de 11 295 km², o que a torna na 69.ª maior ilha do mundo e na 16.ª do Canadá. É desabitada.
A ilha limita a norte com o estreito de Peary, a sudoeste com mar do Príncipe Gustavo Adolfo e a sul com a bacia de Sverdrup. Está rodeada pelas seguintes ilhas, listadas no sentido horário: a nordeste, Ilha de Axel Heiberg (a maior do grupo), Ilha Meighen, Ilha Amund Ringnes e Ilha Cornwall; a sul, Ilha do Rei Cristiano e Ilha Lougheed; a oeste, Ilha Mackenzie King e Ilha Borden.
A estação meteorológica de Isachen fica na costa ocidental desta ilha (78°36'46"N, 101°56'13"W). A sua altitude máxima é 260 m.
A ilha recebeu o seu nome em homenagem a Ellef Ringnes, um dos financiadores da expedição de Otto Sverdrup. A ilha foi reclamada pela Noruega de 1902 até 1930, quando desistiu em favor do Canadá.

## O Polo Norte Magnético e a Ilha Ellef Ringnes
A ilha Ellef Ringnes foi a última massa de terra onde esteve situado o polo norte magnético. Em Abril e Maio de 1994, Larry Newitt, do Serviço Geológico do Canadá e Charles Barton, da Organização Geológica Australiana, levaram a cabo um estudo para determinar a posição do pólo norte magnético naquela época. Estabeleceram um observatório magnético provisório na Ilha Lougheed, perto do lugar onde se tinha previsto que o pólo se situava. Estes cientistas determinaram a posição do pólo, ao estabelecer que em 1994 o polo norte magnético ficava na Península Ónice, a sudoeste da ilha Ellef Ringnes, nas coordenadas 78.3° N, 104.0° W. O pólo passou pela ilha nesse mesmo ano e actualmente está a uns 400 km para noroeste.